# Kościół Matki Bożej Miłosierdzia w Suwałkach
Kościół Matki Bożej Miłosierdzia w Suwałkach – rzymskokatolicki kościół parafialny należący do parafii pod tym samym wezwaniem (dekanat Suwałki – Miłosierdzia Bożego diecezji ełckiej).
Budowa świątyni została rozpoczęta w 1982 roku przez salezjanów. W dniu 24 maja 2000 roku kościół został konsekrowany przez księdza biskupa Wojciecha Ziembę.
Budowla jest murowana i pokryta blachą. W prezbiterium jest umieszczony krzyż połączony z tabernakulum na tle witrażu z Ostatnią Wieczerzą. Wnętrze świątyni jest otoczone wstęgą, na której widnieją malowidła przedstawiające sceny biblijne Starego i Nowego Testamentu, wykonane przez księdza Tadeusza Furdynę. Po prawej stronie jest umieszczony ołtarz boczny z wizerunkiem patronki kościoła Matki Bożej Ostrobramskiej, namalowanym przez księdza Wincentego Kiliana. Ołtarze, chrzcielnica, postument pod figurą św. Jana Bosko zostały wykonane ze stiuku.